# Emilio Fernández
Emilio Fernández (Mineral del Hondo, 26 marzo 1904 – Città del Messico, 6 agosto 1986) è stato un regista, sceneggiatore e attore messicano, una delle figure di spicco della storia del cinema messicano ed è a lui ispirata la famosa statuetta dell'Oscar del cinema.

## Biografia
Emilio El Indio Fernández, che nacque nello Stato messicano di Coahuila, era un mestizo (meticcio), nato da padre di origini caucasiche e da madre di origine indiana. Ancora adolescente abbandonò gli studi per prestare servizio come ufficiale durante la rivolta del generale messicano Adolfo de la Huerta contro il presidente messicano Venustiano Carranza. A seguito del fallimento della rivolta e dell'esilio di de la Huerta negli Stati Uniti, Fernàndez venne processato e condannato a vent'anni di prigione.
Dopo essere fuggito di prigione raggiunse il generale de la Huerta in California, a Los Angeles, dove iniziò a lavorare nel mondo del cinema cercando di apprendere quanto possibile i rudimenti della regia e della produzione cinematografica. Secondo una leggenda nel 1928 Cedric Gibbons, membro della Motion Picture Academy, aveva ricevuto l'incarico di creare il trofeo da utilizzare per la premiazione e grazie alla futura moglie Dolores del Río conobbe Emilio, che a fatica accettò di posare nudo per il trofeo, che in seguito sarà soprannominato "Oscar".
Nel 1934, con l'elezione a presidente di Lázaro Cárdenas, i ribelli huertisti godettero di un'amnistia, permettendo a Fernàndez di fare ritorno in patria e di iniziare a lavorare nella cinematografia messicana in qualità di attore e sceneggiatore. Il suo aspetto da indio, che gli fece guadagnare l'appellativo di "Indio", gli permise di fare il suo debutto cinematografico come attore protagonista nella pellicola Janitzio del 1935, per la regia di Carlos Navarro, proprio nei panni di un indio.
Nel 1943 grazie ai produttori messicani si formò un gruppo di lavoro che diede vita quello che in seguito è stato definito il "periodo d'oro" del cinema: oltre al regista Fernandez lo sceneggiatore Mauricio Magdaleno il direttore della fotografia Gabriel Figueroa e gli attori Pedro Armendáriz e Dolores del Río (alla sua prima esperienza nel cinema messicano). La prima pellicola realizzata da questo gruppo fu Messico insanguinato (1943), cui fece seguito La vergine indiana (1944), che fu premiato a Cannes.
Per un decennio i suoi film vennero presentati in vari festival cinematografici ottenendo incassi elevati e diversi riconoscimenti, ma poi venne visto come un regista datato che forniva una falsa rappresentazione del suo paese. Non riuscendo a trovare lavoro come regista, ritornò a lavorare come attore anche per Hollywood in produzioni di alto livello.

## Filmografia parziale

### Regista
- La Isla de la pasión (1942)
- Soy puro mexicano (1942)
- Messico insanguinato (Flor Silvestre) (1943)
- La vergine indiana (Maria Candelaria) (1944)
- Abbandonata (Las Abandonadas) (1945)
- Amore maledetto (Bugambilia) (1945)
- Pepita Jiménez (1946)
- Enamorada (1946)
- La perla (1947)
- The Pearl - versione inglese (1947)
- Il mostro di Rio Escondido (Rio Escondido) (1948)
- Feudalismo messicano (Maclovia) (1948)
- La malquerida, colei che non si deve amare (La malquerida) (1949)
- Salón México (1949)
- Dimenticati da Dio (Pueblerina) (1949)
- Duelo en las montañas (1950)
- Viva il generale Josè! (The Torch) (1950)
- Un día de vida (1950)
- Vittime del peccato (Víctimas del pecado) (1951)
- Islas Marías (1951)
- La Bienamada (1951)
- Siempre tuya (1952)
- Acapulco (1952)
- El mar y tú (1952)
- Nosotros dos (1955)

### Attore
- Duello a Santa Cruz, regia di Miguel M. Delgado (1964)
- La notte dell'iguana (The night of the iguana), regia di John Huston (1964)
- A sud-ovest di Sonora (The Appaloosa), regia di Sidney J. Furie (1966)
- Il ritorno dei magnifici sette (Return of the Seven), regia di Burt Kennedy (1966)
- L'uomo che uccise il suo carnefice (A Covenant with Death), regia di Lamont Johnson (1967)
- Carovana di fuoco (The War Wagon), regia di Burt Kennedy (1967)
- I cannoni di San Sebastian (La Bataille de San Sebastian), regia di Henri Verneuil (1968)
- Il mucchio selvaggio (The Wild Bunch), regia di Sam Peckinpah (1969)
- Pat Garrett e Billy Kid (Pat Garrett and Billy the Kid), regia di Sam Peckinpah (1973)
- Voglio la testa di Garcia (Bring Me the Head of Alfredo Garcia), regia di Sam Peckinpah (1974)
- 10 secondi per fuggire (Breakout), regia di Tom Gries (1975)
- In tre sul Lucky Lady (Lucky Lady), regia di Stanley Donen (1975)
- Sotto il vulcano (Under the Volcano), regia di John Huston (1984)
- Il tesoro dell'Amazzonia (Treasure of the Amazon), regia di René Cardona Jr. (1985)

## Doppiatori italiani
- Cesare Polacco in A sud-ovest di Sonora
- Luigi Pavese in Il ritorno dei magnifici sette
- Luciano De Ambrosis in I cannoni di San Sebastian
- Silvio Noto in Il mucchio selvaggio
- Bruno Alessandro in Voglio la testa di Garcia

## Riconoscimenti
- Premio Ariel[3]
  - 1947 – Miglior regia per Enamorada
  - 1948 – Miglior regia per La perla
  - 1949 – Miglior regia per Il mostro di Rio Escondido (Rio Escondido)
  - 1975 – Miglior regia per La choca